# Risle
Risle – rzeka we Francji, przepływająca przez tereny departamentów Orne oraz Eure, o długości 145 km. Stanowi dopływ rzeki Sekwany.